# روزگار خشن
روزگار خشن (انگلیسی: Harsh Times) فیلمی در ژانر جنایی به کارگردانی و نویسندگی دیوید آیر است که در سال ۲۰۰۵ منتشر شد.
جیم دیویس یک رنجیر سابق ارتش است که پس از پیشنهاد شغلی از تبخیر LAPD خود را به زندگی قدیمی خود از جرم و جنایت می کشد. بهترین دوستش توسط دوست دخترش سیلویا تحت فشار قرار گرفته است تا شغلی پیدا کند، اما جیم علاقه مند به بستن و پول نقد از حیرت های کوچک است، در حالی که تلاش می کند تا یک کار اجرایی قانونی به دست آورد تا بتواند با دوست دختر مکزیکی خود ازدواج کند.

## بازیگران
- کریستین بیل
- فردی رودریگز
- اوا لونگوریا
- جی. کی. سیمونز
- امیلیو ریورا
- کنت چوی
- تری کروس